# 케일덴 브라운
케일덴 코트니 엘 브라운(Kayleden Courtney L. Brown, 1992년 4월 15일, 잉글랜드 버밍엄 ~ )은 잉글랜드 출신 프로 축구 선수이다. 포지션은 미드필더이다.